# Metarbela perstriata
Metarbela perstriata is een vlinder uit de familie van de Metarbelidae. De wetenschappelijke naam van deze soort is voor het eerst gepubliceerd in 1916 door George Francis Hampson.
Deze soort komt voor in Somalië.